# Kreekraksluizen
De Kreekraksluizen zijn tweelingsluizen gelegen in het Schelde-Rijnkanaal in de gemeente Reimerswaal, in de Nederlandse provincie Zeeland. Op 23 september 1975 werden de sluizen officieel in gebruik gesteld. Dagelijks passeren binnenvaartschepen de Kreekraksluizen op weg tussen de havens van  Antwerpen en Rotterdam. Op en nabij het sluiscomplex staat het Windpark Kreekraksluis.

## Specificaties
De Kreekraksluizen vormen de verbinding tussen het Zoommeer en de zuidelijke tak van het Schelde-Rijnkanaal. Ten zuiden van de Kreekraksluizen doorsnijdt het Schelde-Rijnkanaal Zuid-Beveland. Het complex bestaat uit twee even grote schutsluizen voor de scheepvaart met elk een totale lengte van 320 meter en een breedte van 24 meter. De sluizen zijn aangelegd als zoet-zoutscheidingssysteem. Het zoete water van het Zoommeer kan zich in principe niet vermengen met het zoute water van het kanaal. Doordat zout water een hogere dichtheid heeft dan zoet water, wordt als schepen onderweg zijn naar Rotterdam het zoute water onderaan de sluizen weggepompt, terwijl zoet water bovenlangs wordt toegevoegd. Het omgekeerde gebeurt voor schepen die onderweg zijn van het Zoommeer naar België. In 1996 is het zoet-zoutscheidingssysteem van de Kreekraksluizen uitgeschakeld en vervangen door propstroom door de inzet van een pompgemaal met een debiet van ca. 5 m³/s naar het Antwerps Kanaalpand.

## Plannen
In de loop van de jaren 1990 groeide het aantal schepen dat gebruik maakte van de Kreekraksluizen. Ook de grootte van de schepen, vooral containerschepen en duwbakken, nam aanzienlijk toe. In 1997 verrichtte Rijkswaterstaat een eerste verkennende studie naar de capaciteit van de Kreekraksluizen in de nabije toekomst. Een van de mogelijkheden is dat er een derde schutsluis gebouwd wordt, iets waarmee bij de bouw al rekening is gehouden. 